# MTV Live HD
MTV Live (MTVNHD tot 1 juli 2011), MTV Live HD tot 15 september 2021 is een 1080i HD muziek- en entertainmentzender die shows uitzendt van MTV, een onderdeel Paramount International Networks. Het is de internationale versie van Palladia (sinds 1 februari 2016 bekend als MTV Live). De zender is gestart op 15 september 2008 met uitzendingen in Europa en sommige delen van Latijns-Amerika. Sinds 2010 is MTV Live ook in andere landen van Europa en Latijns-Amerika te zien zijn. Alle uitzendingen zijn in het Engels.

## Algemeen
MTV Live, is de eerste internationale Hoge Definitie-zender voor muziekprogramma’s. Toen de zender MTVNHD heette waren ook kinderprogramma’s van Nickelodeon te zien. Thans bestaat het aanbod uit vooral live geregistreerde muziek. MTV Live wordt gemaakt door Paramount Polen. Op 1 januari 2025 sluit MTV Live in Nederland.

## Beschikbaarheid
MTV Live is beschikbaar in verschillende landen in Europa en Latijns-Amerika, onder andere:
- Europa
  - Oostenrijk
  - Kroatië
  - Italië
  - Portugal
  - Spanje
  - Turkije
  - Noorwegen
  - België
  - Polen
  - Estland
  - Letland
  - Litouwen
  - Denemarken
  - Finland
  - Ierland
  - Zweden
  - Frankrijk
  - Verenigd Koninkrijk
  - Israël
  - Nederland
  - Duitsland
  - Rusland

- Latijns-Amerika
  - Argentinië
  - Chili
  - Colombia
  - Ecuador
  - Uruguay
  - Venezuela
  - Caraïben
  - Brazilië
  - Mexico
  - Peru

## Shows
- MTV News - Nieuws en Entertianment
- MTV EMA - MTV Europe Music Awards
- MTV World Stage - een wekelijkse livemuziekshow met exclusieve gigs van over heel de wereld.
- Chartblast - een uur durende top 50 show.
- HD Extreme - een 30 minuten durende extreme sport show
- MTV Top 20 - met MTV VJ Daniel Rosenberg
- UnCompressed
- HD Essentials - met MTV VJ Natasha Gilbert
- VH1 Soul Stage
- The Life & Rhymes of...
- MTV Unplugged
- HD Live Countdown
- VH1 Storytellers